# Iris Paech
Iris Paech (* 25. Februar 1961 in Husum, bürgerlich Iris Paech-Ulatowski, Pseudonym Katy Ipu) ist eine deutsche Songschreiberin, Musikproduzentin und Redakteurin.

## Biografie
Paech wurde in Husum an der Nordsee geboren. Die gelernte Krankenschwester zog über Hamburg nach Berlin und arbeitete dort als Radiomoderatorin in verschiedenen Radiostationen wie Hundert,6, 105’5 Spreeradio und im Deutschlandradio Kultur sowie bei Radio Paloma und Radio B2.
2008 sang Paech die erste genehmigte Neuaufnahme des Liedes Husum Ahoi von Fiete Lemke und brachte damit die erste Tonträgerveröffentlichung des Klassikers ihrer Heimatstadt seit der Originalaufnahme aus dem Jahr 1960 heraus. Sie ist Autorin der Western-Union-Bandbiografie Zuckerbrot und Peitsche und produzierte diverse CDs, unter anderem mit Danny June Smith und Jolina Carl. Zudem ist sie Inhaberin des Musiklabels Little Elephant Records. Als Textdichterin ist sie Absolventin der Celler Schule. Unter dem Pseudonym Katy Ipu schrieb sie Songtexte unter anderem für Michael Holm, Jonny Hill, Hermann Lammers Meyer und Larry Schuba & Western Union.
Im Rahmen des „Deutschen Countrypreises“ wurde sie mehrfach nominiert und erhielt 2012 als Katy Ipu die Auszeichnung für das Songwriting von I Hope You Stay. Ihr 2013 als Iris P. veröffentlichter Titel People Come and People Go belegte im November und Dezember 2013 Platz 1 der „German Country Music Airplay Charts“, die von ihrem Magazin aus den Playlisten verschiedener deutscher Country-Musik-Radiosendungen ermittelt werden. Paech war zweimal von der Country Music Association in Nashville für den „Wesley Rose International Media Achievement Award“ nominiert.

## Bücher
- Zuckerbrot und Peitsche; Ber-Verlag, Berlin 1996

## Singles
- Pinky, der kleine Inkakakadu, 2006
- Husum Ahoi, 2008
- Du bist das wichtigste, 2011
- People Come and People Go,  2013